# Amazic estàndard marroquí
L'amazic estàndard marroquí és una variant estandarditzada de la llengua amaziga elaborada al Marroc per l'Institut Reial de la Cultura Amaziga (IRCAM), on és una llengua oficial des de la Constitució marroquina de 2011. S'escriu en neo-tifinagh.
| « | S'ha establert un Consell Nacional de les Llengües de la cultura marroquina, responsable sobretot de la protecció i el desenvolupament de les llengües àrab i amazic i de les diverses expressions culturals del Marroc, que constitueixen un patrimoni autèntic i una font d'inspiració contemporània. | » |

## Pronunciació

### Consonants

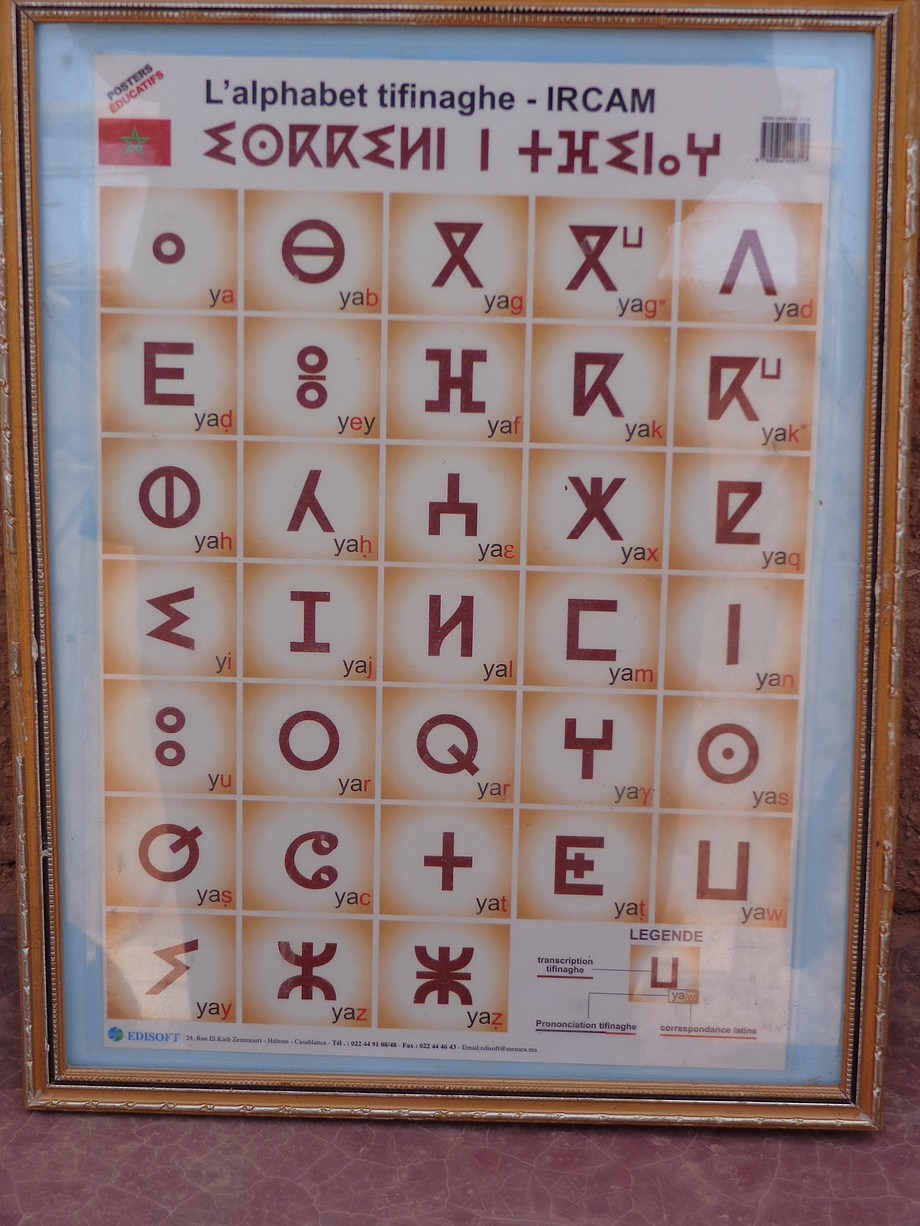

|                |                |                | Labials | Dentals | Alveolars | Palatals | Velars | Labiovelars | Uvulars | Faringals | Laringal |
| -------------- | -------------- | -------------- | ------- | ------- | --------- | -------- | ------ | ----------- | ------- | --------- | -------- |
| Oclusives      | No emfàtiques  | Sordes         |         | t       |           |          | k      | kʷ          | q       |           |          |
| Oclusives      | No emfàtiques  | Sonores        | b       | d       |           |          | g      | gʷ          |         |           |          |
| Oclusives      | Emfàtiques     | Sordes         |         | ṭ       |           |          |        |             |         |           |          |
| Oclusives      | Emfàtiques     | Sonores        |         | ḍ       |           |          |        |             |         |           |          |
| Constrictives  | No emfàtiques  | Sordes         | f       |         | s         | c        |        |             | x       | ḥ         | h        |
| Constrictives  | No emfàtiques  | Sonores        |         |         | z         | j        |        |             | ɣ       | ɛ         |          |
| Constrictives  | Emfàtiques     | Sordes         |         |         | ṣ         |          |        |             |         |           |          |
| Constrictives  | Emfàtiques     | Sonores        |         |         | ẓ         |          |        |             |         |           |          |
| Nasals         | Nasals         | Nasals         | m       | n       |           |          |        |             |         |           |          |
| Vibrants       | No emfàtiques  | No emfàtiques  |         | r       |           |          |        |             |         |           |          |
| Vibrants       | Emfàtiques     | Emfàtiques     |         | ṛ       |           |          |        |             |         |           |          |
| Lateral        | Lateral        | Lateral        |         | l       |           |          |        |             |         |           |          |
| Semiconsonants | Semiconsonants | Semiconsonants | w       |         |           | y        |        |             |         |           |          |